# Херсонский литературный музей
Херсонский литературный музей — литературный отдел Херсонского областного краеведческого музея. Расположен на перекрестке улиц Горького и Ушакова.

## История
До революции здание принадлежало местному купцу Гурфинкелю, который сдавал помещение земству под сиротский дом. С 1891 года здесь проживает и работает помощником надзирателя А. Ф. Сергеев — отец будущего писателя, драматурга, журналиста Б. А. Лавренева.
В 1992 году в здании был открыт мемориальный музей Б. А. Лавренева и музей «Литературный Херсонец».
Экспозиция музея включает в себя личный архив, мемориальные вещи, антикварную мебель, коллекцию живописи, переданную вдовой писателя Е. М. Лавреневой.

## «Литературный Херсонец»
Экспозиция ознакомляет зрителей с литературным прошлым Херсона, начиная с его основания и заканчивая Херсонским отделение Национального Союза писателей Украины. Литературные материалы чередуются оригиналами редких гравюр, художественных работ, экспонатами XVIII—XX столетий.
Множество экспонатов связано с футуристической группой «Гилея». Жемчужиной отдела является альбом литографий О. Кручених «Весь Херсон в шаржах и портретах». В музее также размещены археологические находки братьев Бурлюков.